# Christoph Meckel

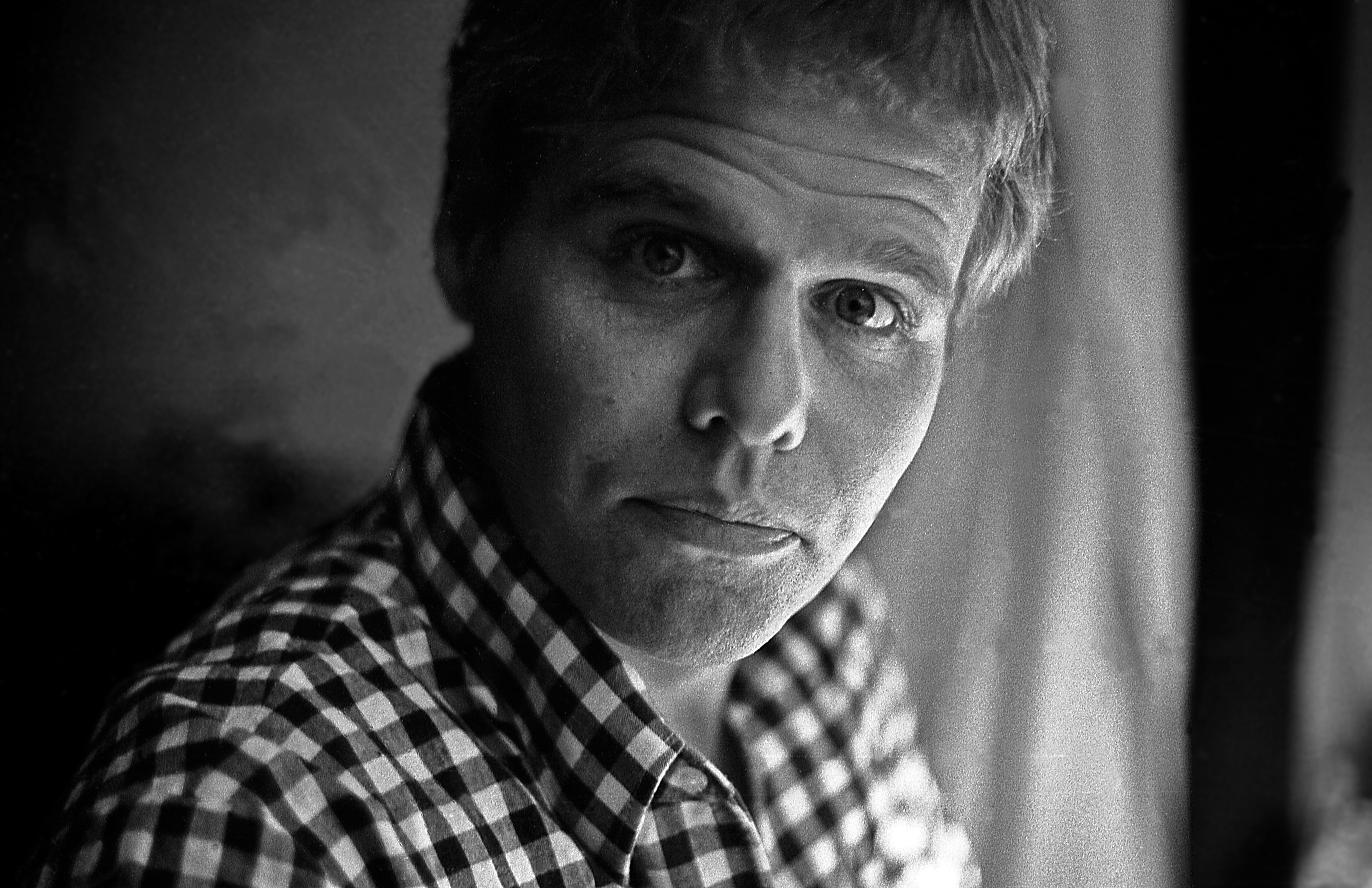
Escritor y artista gráfico Christoph Meckel 1974

Christoph Meckel (Berlín, 12 de junio de 1935 – Friburgo de Brisgovia, 29 de enero de 2020) fue un artista gráfico y escritor alemán. Fue premiado tanto por sus obras como por conectar la ilustración con los textos, tanto propios como ajenos.

## Vida
Pasó su infancia y juventud en Berlín, Erfurt y Friburgo de Brisgovia, donde asistió al Gymnasium. En 1954/55, estudió artes gráficas en Friburgo de Brisgovia, y en 1956 en la Academia de Arte de Múnich. Desde 1956, se dedica tanto a la escritura como al arte gráfico. Su primer poema apareció ese año. Viajó mucho por Europa, África y América, y residió en Oetingen, Markgräflerland, Berlin y distintos lugares del sur de Francia y la Toscana.
Ha celebrado muchas exposiciones de su obra gráfica. Hasta que se retiró en 1997, Meckel fue miembro de la sección de Alemania Federal del PEN Club Internacional. Fue miembro de la Akademie der Wissenschaften und der Literatur de Mainz y de la  Deutsche Akademie für Sprache und Dichtung de Darmstadt.
Alice Miller, en su libro sobre la violencia sufrida en la infancia (For Your Own Good: Hidden Cruelty in Childrearing and the Roots of Violence), reúne citas de Meckel.

## Premios literarios
- 1959 Premio Immermann[1]
- 1966 Premio Junge Generation del Berliner Kunstpreis
- 1974 Reinhold-Schneider-Preis
- 1978 Rainer-Maria-Rilke-Preis für Lyrik[1]
- 1981 Literaturpreis der Stadt Bremen,[1] Ernst-Meister-Preis für Lyrik
- 1982 Georg-Trakl-Preis
- 1993 Kasseler Literaturpreis
- 2003 Joseph-Breitbach-Preis[1]
- 2005 Anillo Schiller del Deutsche Schillerstiftung, Weimar
- 2006 Premio Novi Sad de literatura internacional (Serbia)
- 2016 Premio Hölty (Hanover)[4]
- 2018 Johann-Peter-Hebel-Preis[1]
- 2020 Premio Antiquaria[5]

## Obras
- Tarnkappe, München 1956
- Hotel für Schlafwandler, Stierstadt im Taunus 1958
- Moël, Hamburg [u.a.] 1959
- Nebelhörner, Stuttgart 1959
- Der Krieg, Hamburg [u.a.] 1960
- Manifest der Toten, Stierstadt im Taunus 1960
- Die Stadt, Hamburg [u.a.] 1960
- Welttheater, Hamburg [u.a.] 1960
- Im Land der Umbramauten, Stuttgart 1961
- Der Turm, Hamburg [u.a.] 1961
- Wildnisse, Frankfurt a. M. 1962
- Dunkler Sommer und Musikantenknochen, Berlin 1964
- Gedichtbilderbuch, Stierstadt im Taunus 1964
- Gwili und Punk, Groningen 1965
- Lyrik, Prosa, Graphik aus zehn Jahren, München  1965
- Das Meer, München 1965
- Tullipan, Berlin 1965
- Die Savannen, Bonn 1966
- Die Noticen des Feuerwerkers Christopher Magalan, Berlin 1966
- Bei Lebzeiten zu singen, Berlin 1967
- Die Dummheit liefert uns ans Messer, Berlin 1967 (zusammen mit Volker von Törne)
- Der glückliche Magier, Baden-Baden 1967
- Der Wind, der dich weckt, der Wind im Garten, Neuwied [u.a.] 1967
- In der Tinte, Berlin 1968
- Amüsierpapiere oder Bilder aus Phantasus' Bauchladen, München 1969
- Die Balladen des Thomas Balkan, Berlin 1969
- Bilderbotschaften, München 1969
- Gedichte aus Biafra, Berlin [u.a.] 1969
- Jasnados Nachtlied, Freiburg 1969
- Eine Seite aus dem Paradiesbuch, Berlin 1969
- You're welcome, Berlin 1969
- Kraut und Gehilfe, Berlin-Friedenau 1970
- Zettelphilipp, Berlin 1970
- Die Geschichte der Geschichten, München 1971
- Werkauswahl, München 1971
- Lieder aus dem Dreckloch, Stierstadt (im Taunus) 1972
- Verschiedene Tätigkeiten, Stuttgart 1972
- Bockshorn, München 1973
- Kranich, Düsseldorf 1973
- Wen es angeht, Düsseldorf 1974
- Wer viel fragt, kriegt viel gesagt, München 1974 (zusammen mit Alfons Schweiggert)
- Flaschenpost für eine Sintflut, Berlin 1975
- Die Gestalt am Ende des Grundstücks, Düsseldorf 1975
- Nachtessen, Berlin 1975
- Der Strom, Leverkusen 1976
- Liebesgedichte, Berlin 1977
- Erinnerung an Johannes Bobrowski, Düsseldorf 1978
- Licht, München 1978
- Über das Fragmentarische, Mainz 1978
- Ausgewählte Gedichte, Königstein/Ts. 1979
- Hab aufgelesen meine Spuren, Berlin  1979
- Säure, Düsseldorf 1979
- Das Dings da, Düsseldorf 1980
- Die Sachen der Liebe, Berlin [u.a.] 1980
- Suchbild: über meinen Vater, Düsseldorf 1980
- Tunifers Erinnerungen und andere Erzählungen, Frankfurt am Main 1980
- Das bucklicht Männlein, Frankfurt am Main 1981
- Jedes Wort hat die Chance einen Anfang zu machen, München 1981
- Nachricht für Baratynski, München [u.a.] 1981
- Anabasis, München [u.a.] 1982
- Der wahre Muftoni, München [u.a.] 1982
- Ein roter Faden, München [u.a.] 1983
- Sein Herz ist sein Rücken, Karlsruhe 1983
- Zeichnungen und Bilder, Berlin 1983
- Jahreszeiten, Berlin 1984
- Souterrain, München [u.a.] 1984
- Bericht zur Entstehung einer Weltkomödie, München [u.a.] 1985
- Plunder, München [u.a.] 1986
- Sieben Blätter für Monsieur Bernstein, Stuttgart 1986
- Anzahlung auf ein Glas Wasser, München [u.a.] 1987
- Berliner Doodles, Berlin 1987
- Das Buch Jubal, Düsseldorf 1987
- Christoph Meckel, Remagen-Rolandseck 1987
- Limbo, Mainz 1987
- Hundert Gedichte, München [u.a.] 1988
- Die Kirschbäume, Warmbronn 1988
- Pferdefuß, Ravensburg 1988
- Das Buch Shiralee, Düsseldorf 1989
- Von den Luftgeschäften der Poesie, Frankfurt am Main 1989
- Weltwundertüte voll Stückwerk, Lichtenfels 1989
- Vakuum, Warmbronn 1990
- Container, Berlin 1991
- Hans im Glück, Köln 1991
- Jemel, Leipzig 1991
- Die Messingstadt, München [u.a.] 1991
- Shalamuns Papiere, München [u.a.] 1992
- Votiv, Warmbronn 1992
- Schlammfang, Düsseldorf 1993
- Stein, Frauenfeld 1993
- Archipel, Düsseldorf 1994
- Sidus scalae, Warmbronn 1995
- Gesang vom unterbrochenen Satz, München [u.a.] 1995
- Eine Hängematte voll Schnee, Berlin 1995
- Immer wieder träume ich Bücher, Warmbronn 1995
- Nachtmantel, Düsseldorf 1996
- Merkmalminiaturen, Stuttgart 1997
- Trümmer des Schmetterlings, Ostfildern vor Stuttgart 1997
- Ein unbekannter Mensch, München [u.a.] 1997
- Dichter und andere Gesellen, München [u.a.] 1998
- Jul Miller, Gifkendorf 1998
- Komm in das Haus, München [u.a.] 1998
- Fontany im Sande, Warmbronn 1999
- Die Ruine des Präsidentenpalastes, Düsseldorf 2000
- Schöllkopf, Warmbronn 2000
- Zähne, München [u.a.] 2000
- Blut im Schuh, Lüneburg 2001
- Nacht bleibt draußen und trinkt Regen, Passau 2002
- Suchbild: meine Mutter, München [u.a.] 2002[6]
- Ungefähr ohne Tod im Schatten der Bäume, München [u.a.] 2003

## Catálogos de exposiciones
- Christoph Meckel, Radierungen, Holzschnitte, Zeichnungen, Graphik-Zyklen, Bücher, München 1965
- Christoph Meckel, Handzeichnungen, Radierungen, Bücher, München 1971
- The graphic work of Christoph Meckel, Austin, Tex. 1973
- Christoph Meckel, Bilder, Graphik, Hamburg 1976
- Christoph Meckel & Christopher Middleton, Bilderbücher 1968/1978, Berlin 1979
- Christoph Meckel, Zeichnungen, Radierungen, Reutlingen 1984
- Christoph Meckel, Bilder, Bücher, Bilderbücher, Bamberg 1986
- Christoph Meckel, Zeichnungen, Bilder, Radierungen, Freiburg 1987
- Christoph Meckel, Zeichnungen und Graphik, Bergisch Gladbach 1987
- Christoph Meckel, Frankfurt am Main, 1988
- Christoph Meckel, Radierungen, Freiburg i. Br. 1990
- Christoph Meckel, Manuskriptbilder 1962 - 1992, Freiburg 1992
- Christoph Meckel, Neue Zeichnungen und Grafik, Saarbrücken 1997
- Christoph Meckel, Beginn eines Sommers, Troisdorf 2001

## Publications
- Alles andere steht geschrieben, Kiel 1993
- Georg Heym:  Gedichte, Frankfurt a.M. 1968
- Vier Tage im Mai, Waldkirch 1989
- Der Vogel fährt empor als kleiner Rauch, Göttingen 1995
- Das zahnlos geschlagene Wort, Düsseldorf 1980

## Traducciones
- Avraham Ben-Yitzhak: Es entfernten sich die Dinge, München [u.a.] 1994
- Arbeiten auf Papier, Reinbek bei Hamburg 1992
- Wüstenginster, München [u.a.] 1990

## Obras ilustradas
- Allgemeine Erklärung der Menschenrechte, Frankfurt am Main 1974[5]
- Erich Arendt: Reise in die Provence, Darmstadt 1983
- Walter Aue: Worte, Köln 1963
- Thomas Böhme: Die Zöglinge des Herrn Glasenapp, Düsseldorf 1996
- Bertolt Brecht: Bertolt Brechts Hauspostille, Frankfurt/M. 1966
- Wolfgang Dick: Nachtstücke - versetzbar, Stierstadt im Taunus 1965
- Uwe-Michael Gutzschhahn: Fahrradklingel, Berlin 1979
- Gerd Henniger: Träume, Warmbronn 1987
- Christopher Middleton: Wie wir Großmutter zum Markt bringen, Stierstadt i. Ts. 1970
- Zvonko Plepelic: Du kommen um sieben, Berlin 1980
- Poetische Grabschriften, Frankfurt am Main 1987
- Die Rechte des Kindes, Ravensburg 1994
- Ruth Reichstein: Lichterloh, Frauenfeld 1988
- Christa Reinig: Die Ballade vom blutigen Bomme, Düsseldorf 1972
- Voltaire: Candide oder der Optimismus; Zadig oder das Schicksal; Der weiße Stier, Köln 1964